# José Joaquín Vallejo
José Joaquín Vallejo Borkoski, más conocido por su seudónimo Jotabeche (Vallenar,19 de agosto de 1811, 27 de septiembre de 1858), fue un escritor, periodista y político chileno, el primer exponente destacado del costumbrismo en su país.
Sus artículos y cuadros de costumbres publicados por la prensa se hicieron muy populares entre los lectores chilenos, siendo celebrado por su humor escéptico y la capacidad de penetración en los temas sociales y situaciones cotidianas de su tiempo. Como testigo de primera línea, registró el frenesí minero de Copiapó tras el descubrimiento del gran yacimiento de plata de Chañarcillo. Su estilo fue comparado con el del español Mariano José de Larra, a quien Vallejo admiraba abiertamente y leía a diario. Fue diputado por Vallenar (1849-1852) y Cauquenes (1852-1855).

## Primeros años: el alumno becado
Fue hijo de Ramón Vallejo y Guerra, un artesano platero, y de Petronila Borkoski Pérez, una descendiente de aventureros polacos que se habían involucrado en la explotación del cobre a finales de la Colonia (se terminaría por españolizar el apellido polaco a "Borcosque"). El padre a duras penas podía mantener a su numerosa familia con los pocos pedidos que recibía en la modesta villa de Copiapó.
La familia de Vallejo abandonó la ciudad (junto con un gran porcentaje de la población) tras el terremoto de 1819 y emigró a La Serena, donde se estableció en casa de un tío, Juan José Espejo. Allí, Vallejo comenzó a seguir estudios formales; primero en una escuela de franciscanos y, luego, en el Liceo de La Serena (recién fundado por el gobierno patriota). Al poco tiempo se transformó en alumno ayudante, consiguiendo algún escaso salario para ayudar a su familia.
Por gestión de Buenaventura Osorio, Vallejo fue enviado a Santiago becado por el Liceo de La Serena al Liceo de Chile. Este establecimiento era regentado por el intelectual liberal español José Joaquín de Mora, quien buscaba establecer nexos entre el liberalismo y el romanticismo. En esas aulas, Vallejo fue condiscípulo de otros futuros escritores, políticos y periodistas destacados de su país, como José Victorino Lastarria, y entabló duradera amistad con Manuel Antonio Tocornal y Antonio García Reyes, quienes formarían parte de la romanticista generación de 1842. Tras la derrota de los liberales en la batalla de Lircay, la suerte del Liceo de Chile y su director estaba echada. Mora fue expulsado del país en febrero de 1831.
Vallejo se trasladó en 1832 al Instituto Nacional, donde estudió leyes, sin poder terminar la carrera por falta de dinero. Esto pese a que todos sus primeros años en Santiago trabajó como dependiente en una tienda.

## Guerra personal contra un intendente: la cárcel
A los 24 años, en 1835, consigue dejar su ocupación en los mostradores para convertirse en secretario de la Intendencia de Maule. El cargo le fue ofrecido, según Vallejo, por el autoritario presidente Prieto. Vallejo le habría advertido al mandatario que era opositor de su gobierno conservador, pero Prieto le habría repuesto "que el gobierno no se fijaba sino en la honradez para ocupar a los hombres".
El puesto y trato con el intendente Domingo Urrutia fue provechoso y una posibilidad de alcanzar una posición estable. Al poco tiempo Vallejo, ya capitán de milicias (cívicos), se retiró del trabajo de secretario y se estableció en Cauquenes, entablando negocios con su antiguo jefe, el intendente del Maule, y alternando numerosos amoríos con las que llama "las amables maulinas".
Pero estos asuntos y tratas terminarían por enemistar al intendente en contra de su antiguo secretario. Por razones que no se encuentran del todo claras, Urrutia montó en cólera contra su colaborador, y el odio entre ambos no tuvo tregua desde entonces. El quiebre se produjo en 1836. Vallejo atacó a su antiguo socio escribiendo sus primeros artículos, llenos de ardor y vituperios, manuscritos que repartió entre algunos amigos.
Urrutia por su parte, valiéndose de que Vallejo era oficial de cívicos, lo sometió a la justicia militar pretextando una insubordinación. En este desigual conflicto, el joven Vallejo tenía todas las de perder, frente a un intendente que, como todos los funcionarios del gobierno chileno de aquel tiempo, contaba con los poderes omnímodos de un sátrapa.
Vallejo fue encarcelado en mayo de 1840, aparentemente en muy malas condiciones. Según su relato, el intendente incluso, con el fin de atormentarlo, mandó matar a un perro que era su única compañía en la celda. Urrutia le imponía ayunos, le incomunicaba y correteaba a las mujeres que se escabullían al interior de la cárcel para acompañarlo. Acerca de su influjo sobre las maulinas se jactaba Vallejo: "...cuando oían el ruido del martillo al remacharme los grillos, honraron ellas mi desgracia con sus lágrimas. Estaban como unas veinte cerca de mi prisión, sentadas en un corredor, desde donde, a presencia de Urrutia, me hacían mil manifestaciones de sus apreciables sentimientos por lo que me pasaba".
El proceso terminó, pero el intendente encontró la manera de retenerlo encarcelado. Ante esto, Vallejo se fugó con rumbo a Santiago el 31 de agosto de 1840. Allí conoció el fallo absolutorio de la corte marcial.

## En las trincheras del periodismo político
En la capital se acercaba la sucesión presidencial de 1841. Uno de los candidatos más sonados era Joaquín Tocornal, padre de su amigo de liceo Manuel Antonio. En apoyo a estos se integró como redactor del periódico La Guerra a la Tiranía. Allí hizo ejercicio de causticidad y virulencia, ridiculizando a Miguel de la Barra, el adalid del candidato Manuel Bulnes en la prensa.
Pero la causa de los Tocornal estaba completamente perdida de antemano. Bulnes era el candidato del gobierno, por lo que se impuso en las elecciones sin problemas.

## Se transforma en Jotabeche

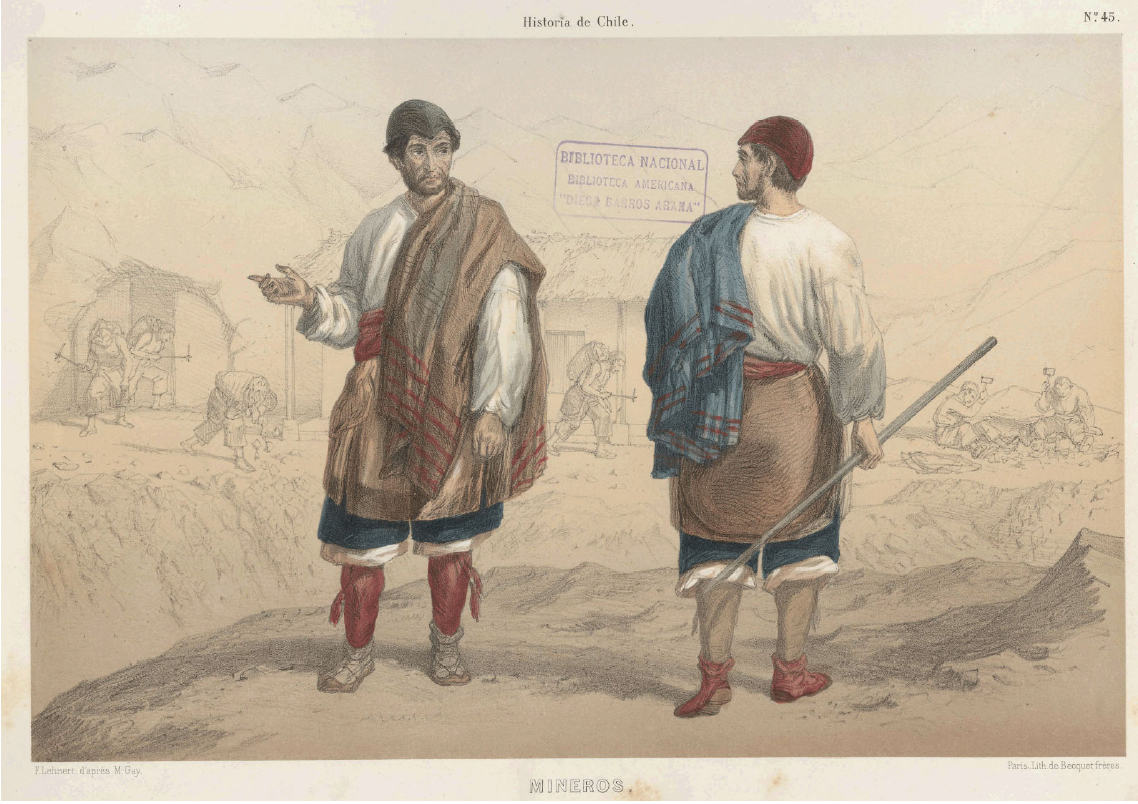
Mineros chilenos en la época del descubrimiento de Chañarcillo.

A fines de 1841, ya elegido Bulnes, Vallejo abandonó la capital y volvió a Copiapó, ahora convertido en una pujante ciudad por el descubrimiento del rico mineral de plata de Chañarcillo, en 1832. Desde entonces comenzó la etapa más prolífica de su creación: escribiendo sabrosos cuadros de costumbres para El Mercurio de Valparaíso y después en El Semanario.
Trataban estos artículos de la fiebre de la plata: el ambiente de las minas, las historias de riqueza instantánea, la caravana de aventureros y buscavidas que llegaban la ciudad.
Entonces comenzó a firmar Jotabeche, supuestamente usando las iniciales de un vecino del pueblo, famoso por su amenidad y gracia: Juan Bautista Chaigneau.
En 1845 funda el periódico El Copiapino. En él comenzó a tratar temas relativos a la exaltación de las virtudes de la provincia y al choque entre provincianos y capitalinos. También enriqueció su repertorio con temas históricos y episodios patrióticos. Todo con un discurso que mantiene una cierta equidistancia entre la denuncia de los vicios sociales y la retórica de lo patrio.
Ya entonces confesaba en cartas su admiración total por los textos del español Mariano José de Larra: "rara vez me duermo sin leer algunas de sus preciosas producciones", escribió a un amigo.
Los contemporáneos también insistieron en calificarlo como el Larra chileno. El calificativo no cuestionaba su originalidad, más bien era un halago. Incluso tempranamente, en 1846, se podían encontrar en la prensa de Santiago frases como: "Jotabeche es tan conocido en Chile como en España y Francia, Larra y Jouy".

## De vuelta a la política
En 1843 en medio la locura de la plata, se hizo elegir regidor de Copiapó. Del ejercicio del cargo trascendieron las grandes fiestas públicas que organizó y una pelea a golpes en la que se trenzó con un colega regidor, llamado Eusebio Squella.
Su postura política, según sus contemporáneos era una incógnita. Pero un discurso abiertamente regionalista le permitió llegar a diputado por Vallenar y Huasco en 1849. Después repetiría la victoria por el distrito de Cauquenes, en 1852.
Vallejo se burlaba del clima político de la capital, y no compartía los discursos ideológicos circulantes. Consideraba que los políticos de Santiago estaban aquejados de "tontedad". Aseguraba sentirse a gusto en Copiapó porque "la política tiene aquí un interés tan accesorio, tan microscópico, que ni siquiera puede considerársela como pasatiempo"

## Polemista sin fortuna
Participó en las encendidas polémicas literarias ocurridas alrededor de 1842. Terció en la discusión acerca de la reforma de la ortografía, sostenida entre Domingo Faustino Sarmiento (un "Anticristo literario", según Vallejo) y Andrés Bello. Se manifestó escandalizado de que un argentino (Sarmiento) intentara enseñar a escribir a los chilenos. El argumento era débil, considerando que Bello era venezolano.
Pero en este tipo de materias, como en política, Vallejo fue voluble. No dejaría pasar la extranjería de Bello, cuando más tarde vino al caso. En su primer discurso de diputado, se opuso a que asumiera como legislador uno de los hijos del jurista, Juan Bello, por no haber nacido en Chile. Pero como Juan había llegado al país a los 3 años y nacido en la legación chilena en Londres, la prensa a coro ridiculizó a Jotabeche: "He aquí lo que ha defendido la oposición por boca del señor Vallejo. Cuesta trabajo creerlo, pero la sesión taquigráfica, que se publicará inmediatamente, demostrará la verdad de esas y otras muchas opiniones absurdas, vertidas en el curso del debate, que nuestra memoria no ha podido retener, porque verdaderamente no nos cabían en la cabeza" (El Progreso).
Incluso El Copiapino, fundado por Vallejo y que lo había apoyado tibiamente en la campaña electoral, dio un paso al costado: "ha dado un traspié ridículo, que pone en duda su capacidad, y revela que sus principios no son sólidos ni adecuados a la época en que vivimos".
Pero, como sea, su ingenio era degustado por el público asistente a las sesiones, provocando no pocas carcajadas, como consta en las actas oficiales.

## Últimos años
Enriquecido por los buenos negocios mineros y sus acciones del ferrocarril Caldera-Copiapó, se casó con su sobrina Zoila Vallejo en  1850. En 1852 fue encargado de una infructuosa misión diplomática en Bolivia.
En 1851, a los 40 años, publicó el último de sus populares artículos en la prensa. En ese año, como ayudante del Intendente Fontanés, apoyó resueltamente al gobierno conservador de Bulnes y de su sucesor, Manuel Montt Torres. En este escenario se opuso al levantamiento armado de la ciudad de La Serena, que se había sublevado a nombre de la revolución del General José María de la Cruz en Concepción. Vallejos apoyó el alistamiento de la división de Copiapó, formada por mil hombres, entre ellos algunos batallones de mercenarios argentinos, los cuales al mando del comandante Prieto marcharon a La Serena, ciudad que sin embargo, no pudo ser tomada por las armas.
Como los liberales copiapinos sublevaron la ciudad al mando del comerciante de Huasco, Bernardino Barahona, Vallejo tuvo que huir hasta Caldera, desde donde se embarcó con rumbo a Valparaíso. Su dominio de la prensa local, el apoyo a la formación de unidades gobiernistas que incluían extranjeros, y su apoyo al encarcelamiento y fusilamiento e opositores con la requización de sus propiedades, hizo que su figura pasara de ser querida y popular, a ser resistida y finalmente odiada. (Libro; "El Sitio de La Serena y la Revolución de los Libres; A las Glorias del Pueblo de Atacama y Coquimbo de 1851" Sociedad Patrimonial Pedro Pablo Muñoz Godoy, La Serena, 2013).
Desde 1854 se vio aquejado de una enfermedad pulmonar, posiblemente tuberculosis. En busca de medicinas cruzó a Argentina en 1857, pero debió volver al sentirse agravado.
Quien se definía a sí mismo como un "hombre del vulgo, soldado raso en nuestras filas de escritores", murió en Totoralillo, 27 de septiembre de 1858.

## Obra

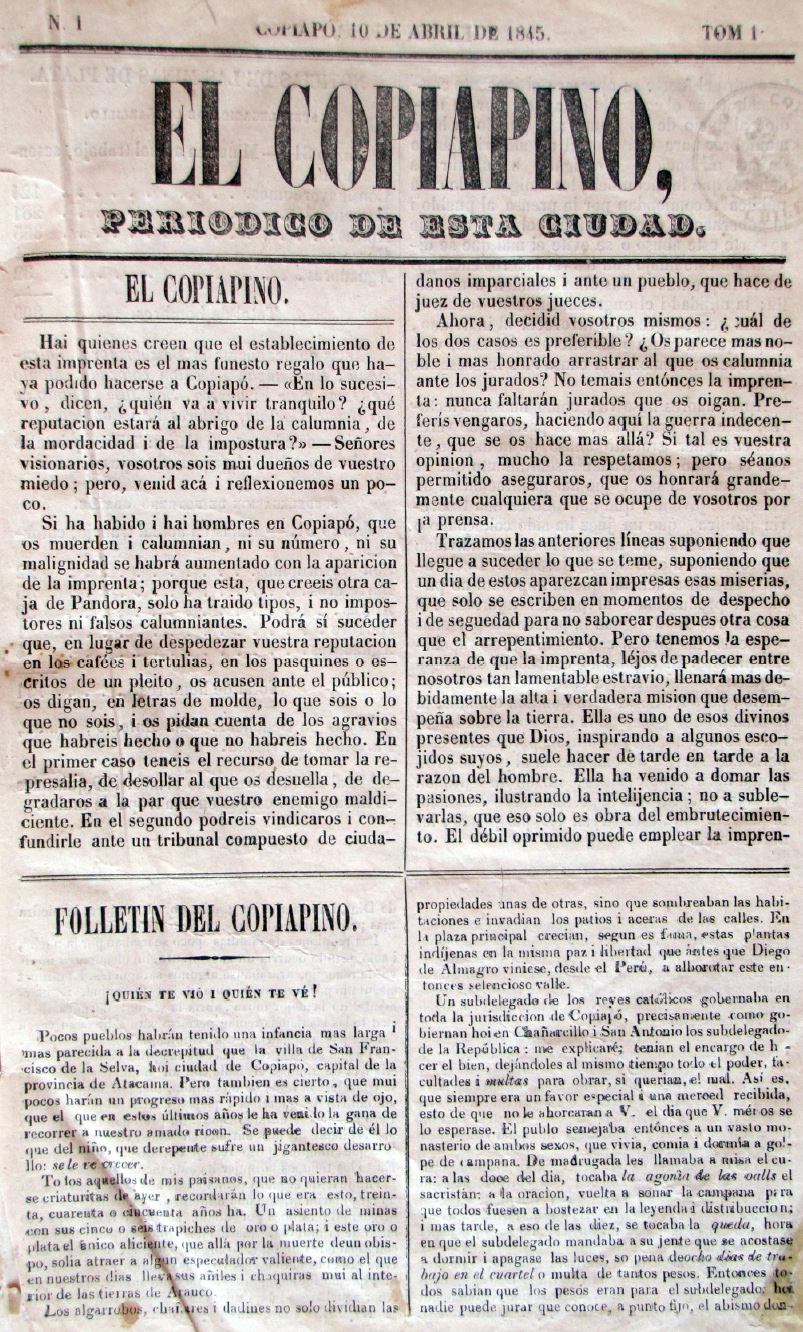
Primera edición de El Copiapino, fundado por Jotabeche en 1845 y primer periódico publicado en la región de Atacama.

En vida del autor sólo se publicó un volumen recopilatorio de sus escritos:
- Colección de los artículos de Jotabeche publicados en el Mercurio de Valparaíso, en el Semanario de Santiago y en el Copiapino, desde abril de 1841 hasta septiembre de 1847. Imprenta Chilena, 1847. Santiago.

Póstumamente se editó una ampliación del anterior trabajo:
- Colección de los artículos de don J. Joaquín Vallejo publicados en varios periódicos bajo el seudónimo de Jotabeche: 1841-1847. Imprenta del Deber, 1878. Valparaíso.

### Artículos
Entre sus artículos se pueden citar:
- El provinciano renegado
- Los cangalleros
- El carnaval
- La cuaresma
- Algo sobre los tontos
- Los descubridores del mineral de Chañarcillo
- Los chismosos
- El último jefe español de Arauco
- El cuaderno eterno